# Renia orizarbalis
Renia orizarbalis är en fjärilsart som beskrevs av William Schaus 1906. Renia orizarbalis ingår i släktet Renia och familjen nattflyn. Inga underarter finns listade.